# Santa Bárbara do Pará
Santa Bárbara do Pará este un oraș în Pará (PA), Brazilia.